# Mirco Mencacci
Mirco Mencacci (Pontedera, 1961) é um proeminente sonoplasta italiano que atua, principalmente, no cinema, arte e música.
Em 1981, Mencacci fundou o estúdio de gravação SAM em Lari, Itália. O estúdio é conhecido por sua gravadora independente, produção de livros, edição de filmes e design de som. Desde 2001, ele atua como militante contra contra a poluição sonora.
Entre 1996 e 2011, Mencacci viveu em Roma, e lá, em 1999, estabeleceu um braço secundário dos estúdios SAM, prestando serviços de pós-produção para cinema. Em 2001, se tornou sócio da Sound On Studios. Durante seu período em Roma, Mencacci coordenou e supervisionou a pós-produção de mais de 400 filmes.

## Vida
Mencacci nasceu na Região da Toscana, Itália.
Aos 4 anos, ele ficou cego devido a um acidente com espingarda no jardim de seu avô. Em razão disso, aos 7 anos, ele foi forçado a se matricular em uma escola específica para cegos, na Comuna de Gênova, pois a lei italiana proibia que cegos frequentassem escolas públicas regulares. Sua história inspirou o filme de 2002 Rosso Come il Cielo (Vermelho como o Céu, no Brasil), dirigido por Cristiano Bortone. O filme ilustra as condições das escolas para pessoas com deficiência(s) na década de 70 na Itália.
O filme ganhou vários Prêmios na Mostra Internacional de Cinema de São Paulo e no Festival de Cinema de Sydney.  Também ganhou o David di Donatello da Juventude.

## Cinema
Mencacci produziu a sonoplastia de diversos filmes internacionais, tendo alguns sido exibidos em mais de cem festivais de cinema ao redor do mundo. Seu trabalho também foi apresentado e exibido no em Nova York, no museus Guggenheim e no MOMA, em Paris, no Pompidou, em Roma, no Museu MAXXI, e na Bienal de Veneza.
Ele colaborou com o diretor Yuri Ancarani, em filmes como The Challenge, que rendeu a Mencacci o prêmio Jury Award do Locarno Cinema, e no curta-metragem de 2014 San Siro, que rendeu a ele os prêmio Maxxi e Sky Arts. Mencacci também trabalhou na trilogia Il Capo, exibida em 2010 no Festival Internacional de Cinema de Veneza, Piattaforma Luna que estreou no Festival de Cinema de Roma em 2011, e o filme Da Vinci da Bienal de Veneza em 2013.
Mencacci trabalhou em diversos filmes exibidos em diversos festivais internacionais de cinema, como o Festival de Cinema de Veneza, o Festival Internacional de Cinema de São Francisco, Eye Honors New York, o Milwaukee Film Festival e o Hamburg International Short Film Festival.
Mencacci é o inventor do Sistema de Som Esférico, que utiliza em suas obras cinematográficas. Em 2016, ele foi convidado pela Dolby para a Casa del Cinema em Roma para demonstrar seu sistema ao público e como ele se aplicava ao recém-lançado sistema Dolby Atmos.

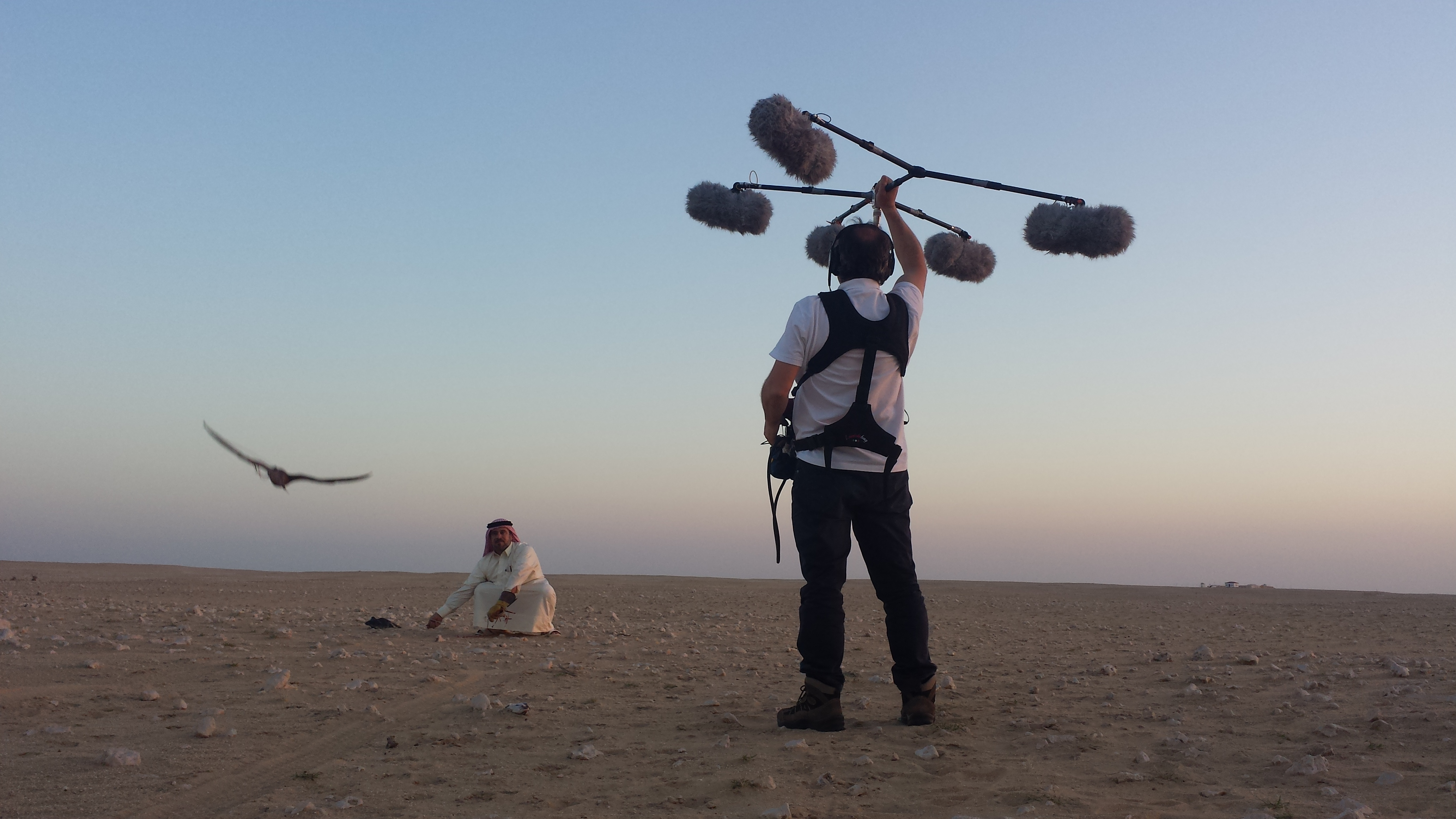
Mirco Mencacci durante as filmagens do filme The Challeng, no Catar

## Filmografia
| Ano  | Título                                  | Função                       | Diretor                        |
| ---- | --------------------------------------- | ---------------------------- | ------------------------------ |
| 2001 | The Ignorant Fairies                    | Supervisor de Som            | Ferzan Özpetek                 |
| 2002 | The Embalmer                            | Supervisor de Som            | Matteo Garrone                 |
| 2003 | La meglio gioventù                      | Supervisor de Som            | Marco Túlio Giordana           |
| 2004 | Michelangelo Eye to Eye                 | Designer de som              | Michelangelo Antonioni         |
| 2004 | First Love                              | Supervisor de Som            | Matteo Garrone                 |
| 2006 | Fascists on Mars                        | Designer de som              | Corrado Guzzanti               |
| 2008 | Puccini and the Girl                    | Designer de som              | Paolo Benvenuti                |
| 2010 | Il Capo                                 | Designer de som              | Yuri Ancarani                  |
| 2011 | Piattaforma Luna                        | Designer de som              | Yuri Ancarani                  |
| 2013 | Da Vinci                                | Designer de som              | Yuri Ancarani                  |
| 2013 | Nato prematuro                          | Designer de som              | Enzo Cei                       |
| 2014 | San Siro                                | Designer de som              | Yuri Ancarani                  |
| 2014 | Séance                                  | Designer de som              | Yuri Ancarani                  |
| 2015 | Il Rifugio                              | Designer de som              | Guy Masseaux                   |
| 2015 | The Colour of Grass                     | Designer de som              | Juliane Biasi                  |
| 2016 | The Challenge                           | Designer de som              | Yuri Ancarani                  |
| 2015 | The Sounds of Massimo Bottura’s Lasagna | Co-diretor e designer de som | Yuri Ancarani e Mirco Mencacci |
| 2017 | Whipping Zombie                         | Designer de som              | Yuri Ancarani                  |
| 2018 | The Dark Wood                           | Designer de som              | Guy Masseaux                   |
| 2018 | San Vittore                             | Designer de som              | Yuri Ancarani                  |

## Música
Mencacci é também produtor musical e engenheiro de gravação para vários gêneros e artistas internacionais. Ele esteve envolvido na gravação de jazz, música clássica, pop e experimental de artistas como Benson Taylor, Blonde Redhead, Playing for Change, Luke Winslow-King, Niia, Stefano Bollani, Anthony Sidney, Mauro Refosco, Tony Scott, Sportfreunde Stiller, Irio de Paula, Nguyên Lê, Kazu Makino, Ornella Vanoni, Nada, Marina Rei, Il Teatro degli Orrori, Paolo Fresu, Enrico Rava, Bruno Tommaso, Stewart Copeland, Giovanni Caccamo, Riki (Riccardo Marcuzzo), Zen Circus, Bandabardò, One Dimensional Man, Tooth, Emma Morton, Thegiornalisti, Mauro Ermanno Giovanardi e muitos outros.

## Carreira
Mencacci realiza regularmente master classes sobre som no cinema em toda Europa e em instituições educacionais internacionais, incluindo universidades e festivais de cinema. Em 2009, viajou para os Estados Unidos para ministrar palestras sobre design de som na Syracuse University.
Participou como orador na experimentação do som esférico e do sistema de gravação de som no Artevisione with Sky and Careof, em Milão, em 2016, no Centro Professione Musica, também em Milão, no festival Cinekid, em Amsterdã, em 2016, Festival du Film de Beauvais, em Paris, em 2012, e no Ear to the Earth, em Nova Iorque em 2006. Em 2006, foi membro do Grande Júri do Festival International du Film d'Aubagne.
Mencacci deu muitas entrevistas e palestras ao longo de sua carreira, tanto em programas da mídia, como também em eventos relacionados à militância em prol dos direitos das pessoas com deficiência(s), como a comemoração de 90 anos da União Italiana de Cegos, em que ele se fez presente.